# Zamach w Nowym Jorku (2017)
Zamach w Nowym Jorku – atak terrorystyczny, który miał miejsce 31 października 2017 w Nowym Jorku w Stanach Zjednoczonych. O godz. 15.05 lokalnego czasu sprawca jadący wypożyczoną furgonetką wjechał na ścieżkę rowerową na Manhattanie. W wyniku ataku co najmniej 8 osób zginęło, a kilkanaście zostało rannych.

## Przebieg

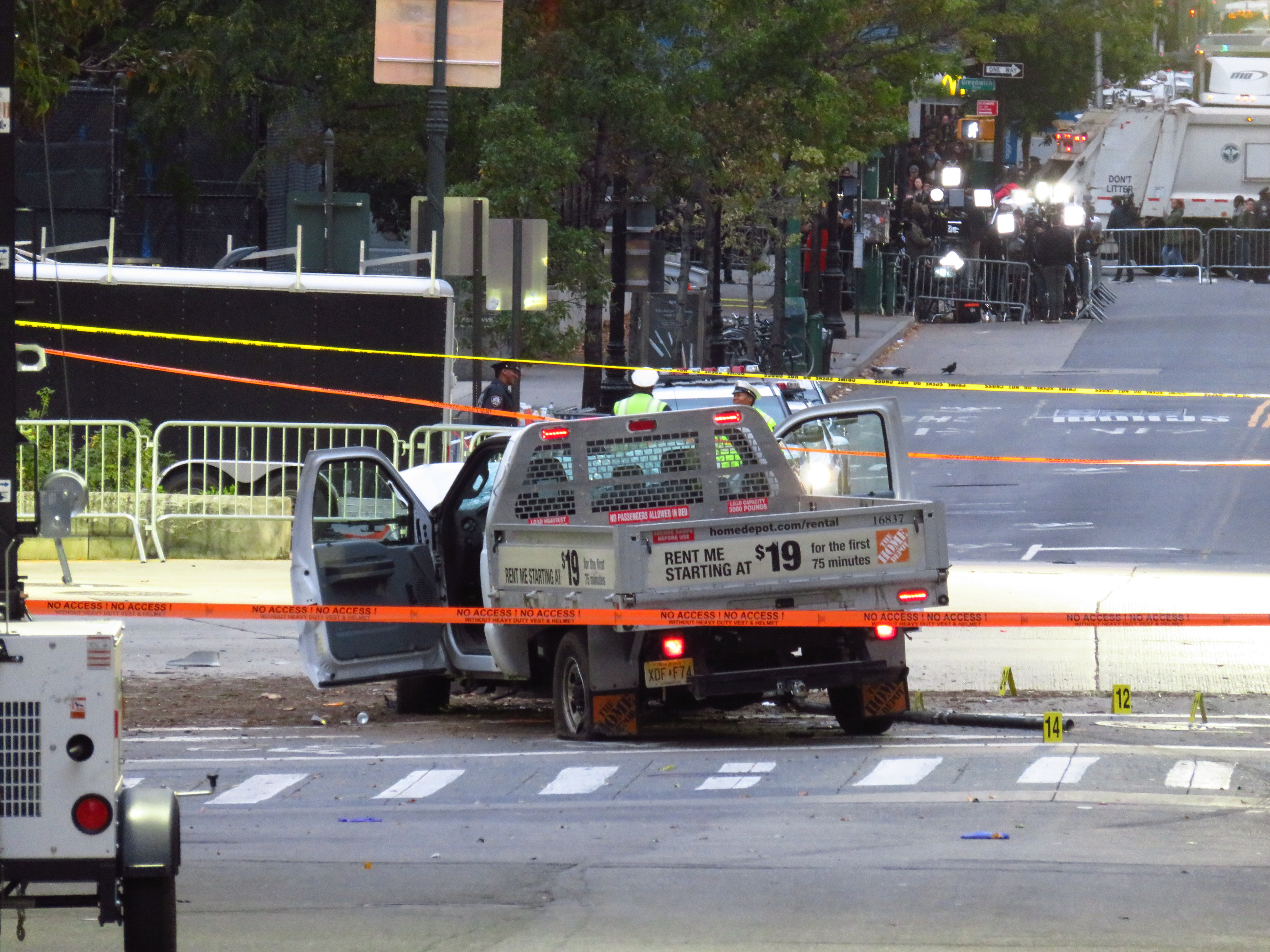
Samochód użyty w ataku

O godz. 15.05 lokalnego czasu sprawca jadący wypożyczoną furgonetką Home Depot wjechał na ścieżkę rowerową i zaczął rozjeżdżać pieszych oraz rowerzystów. Na Chambers Street furgonetka uderzyła w autobus szkolny; rannych zostało dwoje dzieci i dwoje dorosłych. 29-letni zamachowiec wysiadł z furgonetki, wtedy nieumundurowany policjant postrzelił terrorystę, który został następnie przewieziony do szpitala. W ataku zginęło 8 osób, kilkanaście zostało rannych.
Według informacji nowojorskiej policji furgonetka rozjeżdżała ludzi na ścieżce rowerowej wzdłuż West Side Highway. Media podają, że sprawca jechał nią nawet kilkaset metrów.
Według oficjalnych informacji 6 osób zginęło na miejscu, dwie kolejne zmarły w szpitalach. Przedstawiciel nowojorskiej policji poinformował, że stan rannych nie zagraża ich życiu. Policja potwierdziła, że mężczyzna wykrzykiwał „Allahu Akbar”. Sprawcą okazał się Sayfullo Saipov z Tampy na Florydzie. Uzbek przybył do Stanów Zjednoczonych w 2010 roku, zamachowiec zostawił w samochodzie ręcznie napisany list w języku arabskim, w którym przyrzekł wierność ISIS (tzw. Państwo Islamskie przyznało się do zamachu).